# Kremperheide
Kremperheide è un comune tedesco del circondario di Steinburg, nella regione dello Schleswig-Holstein. Si trova a sud della città distrettuale di Itzehoe sulla L120 in direzione Krempe/Glückstadt. Ha circa 2 300 abitanti.
Il comune comprende la bellissima riserva naturale del Nordoer Binnendünen, dove si possono fare varie escursioni. A sud del comune si trova una rete di sentieri intorno agli stagni della brughiera di Krempermooroffre che offre agli amanti dello svago un meraviglioso paesaggio per le escursioni.
In questo piccolo comune troviamo la Parrocchia Evangelica Luterana di San Giovanni ( St. Johannes), un corpo dei vigili del fuoco, un asilo nido, una scuola elementare, una biblioteca, un ambulatorio per l'assistenza medica ed infermieristica, club e associazioni.
Nel 2023 furono eletti il Sindaco è Sven Baumann (WVK) insieme al Vicesindaco Wolfgang Plünzke (CDU) e il Deputato Jürgen Barnbrock (SPD).

## Storia
Kremperheide era un piccolo villaggio senza note particolari. Ma quando nel 1857 fu costruito il collegamento ferroviario con Itzehoe, la nuova stazione ferroviaria ebbe enormi conseguenze per Kremperheide. Sempre più nuovi cittadini si stabilirono lì: il collegamento con la ferrovia permetteva loro di raggiungere i loro posti di lavoro nelle fabbriche più velocemente e comodamente. E la ferrovia stessa offriva anche nuovi posti di lavoro e opportunità di guadagno. Dopo la costruzione della ferrovia, il traffico merci con carri trainati da cavalli si rivelò flessibile. L'attività era redditizia per le carrozze, perché il numero di passeggeri e la quantità di merci aumentavano costantemente.
Di fronte alla stazione fu costruita la "hall della stazione", che offriva cibo a viaggiatori, commercianti e carrettieri. Nel 1910 l'oste Reimers vendette la sua attività al suo successore Schierholz e la famiglia Reimers si trasferì a Krempermoor. Schierholz fece costruire nel 1911 una moderna sala da ballo e una pista da bowling. Più tardi, Ingo Fahl acquistò il ristorante "Zum Heidekrug". Fu luogo dove celebrarono sia feste per bambini che feste di famiglia, si svolsero, altresì, le riunioni della comunità.